# Morgan Shuster
Pour les articles homonymes, voir Shuster.
William Morgan Shuster (1877 — 1960), avocat américain, fonctionnaire et écrivain, qui est plus connu pour son rôle de Trésorier général de Perse pour lequel il a été nommé par le parlement iranien, ou Majles, de mai à décembre 1911.

## Éducation
Shuster est né à Washington DC (États-Unis) et a suivi des études dans la Ivy League. Après son diplôme, Shuster devient fonctionnaire des douanes du gouvernement américain, en poste à Cuba en 1899 après la guerre hispano-américaine, puis aux Philippines, qui étaient alors une colonie américaine.

## En Perse
En 1906, la révolution constitutionnelle de l'Iran a cherché à établir une société civile démocratique en Perse. Le mouvement a forcé le Shah à autoriser la création d'un parlement élu, la libéralisation de la presse et nombre d'autres réformes.

Après avoir été recommandé par le gouvernement américain au représentant iranien à Washington, Shuster fut nommé par la Majles afin d'aider à gérer la situation financière du pays. La Perse était alors dans une situation financière difficile à cause des fortes dettes accumulées par les Qajars, la famille royale perse, envers les deux puissances coloniales en Iran, la Grande-Bretagne et la Russie. La Grande-Bretagne et la Russie avaient précédemment divisé l'empire perse en deux sphères d'influence après l'entente anglo-russe de 1907.

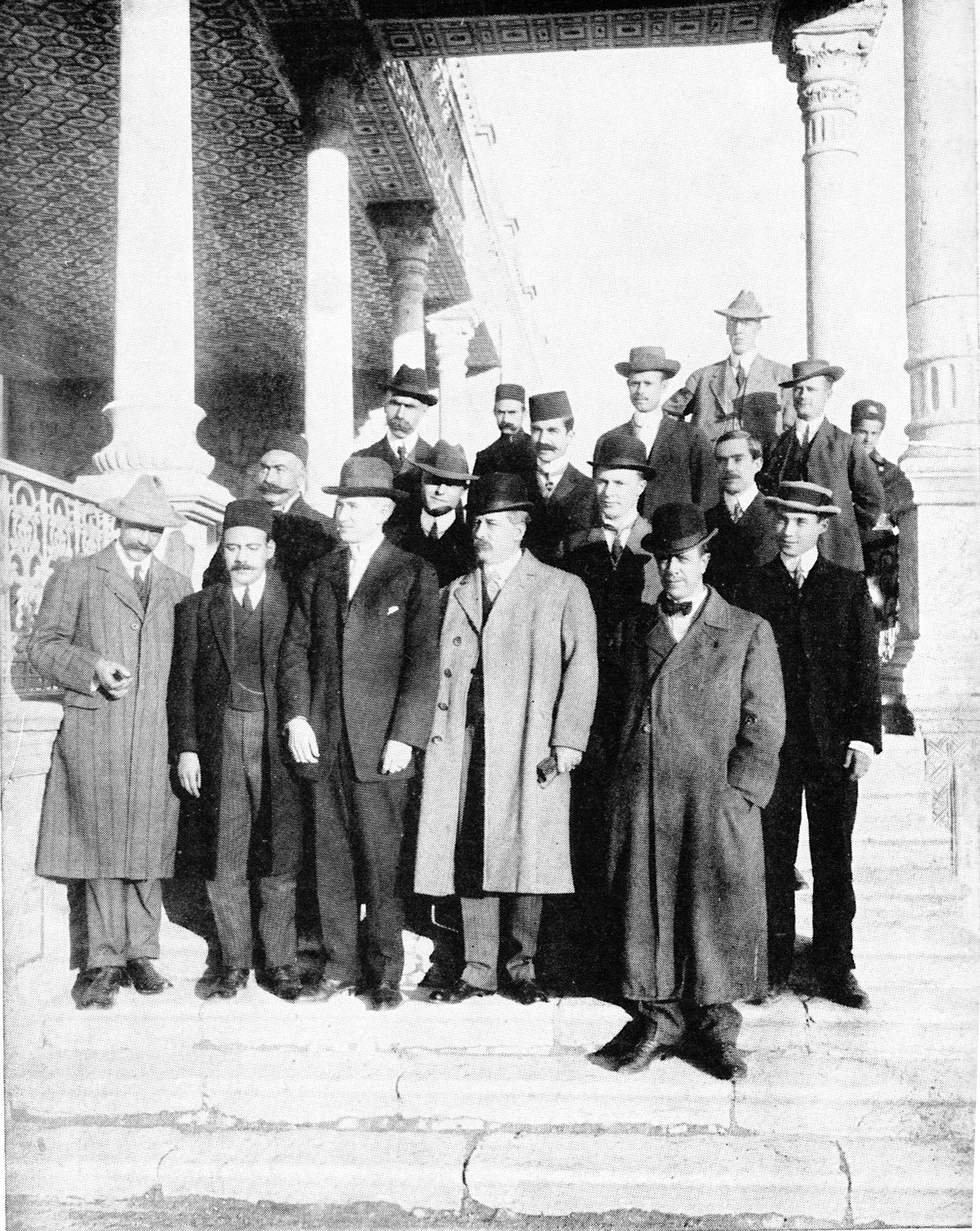
Morgan Shuster et des officiels américains au palais Atabak Palace, Téhéran, 1911.

 La nomination de Shuster et de ses collaborateurs américains en tant que conseillers financiers posa des problèmes aux puissances impériales, qui cherchaient à éloigner la Perse d'influences indépendantes et à canaliser le sentiment national.
Sous la pression russe et britannique, le vice-régent de Perse a démis Shuster de ses fonctions en décembre 1911 contre l'avis du parlement iranien. Peu après, à cause du climat politique délétère créé par le renvoi de Shuster, le Shah qui avait été déposé, Mohammad Ali Shah a tenté d'envahir la Perse.

« La Majles a approuvé les pouvoirs financiers (de Shuster). Peu après son arrivée, le gouvernement russe a demandé son expulsion, et quand la Majles a refusé de le faire, la russie a occupé le nord de l'Iran. La Majles fut suspendue et aucun loi budgétaire n'a été préparée pendant quelques années. »

## The Strangling of Persia
Shuster rentra aux États-Unis et écrit un livre sur la façon dont les Russes et les Britanniques ont fait de l'ingérence dans les affaires perse, appelé The Strangling of Persia. Dans un passage connu du livre, Shuster décrit l'influence des grandes puissances :

« Il était clair que le peuple de Perse méritait mieux que ce qu'il avait, qu'il voulait que nous réussissions, mais ce sont les Britanniques et les Russes qui étaient déterminés à ce que nous ne réussissions pas. »

The Strangling of Persia a d'abord été publié à New York par la Century Company en 1912, puis réimprimé par Greenwood Press en 1968 et Mage Publishers en 1987 et 2005. Le livre est sous-titré story of the European diplomacy and oriental intrigue that resulted in the denationalization of twelve million Mohammedans, a personal narrative (« l'histoire de la diplomatie européenne et de l'intrigue orientale qui résulta dans la dénationalisation de douze millions de mahométans, un récit personnel »). Le livre est actuellement disponible à la référence  (ISBN 093421106X).